# Emilia-Romagna Open 2022
Emilia-Romagna Open 2022 este un turneu de tenis profesionist disputat pe terenuri cu zgură la Parma, Italia, ca un eveniment ATP Challenger Tour 125 pentru bărbați și un eveniment WTA 250 pentru femei. Cea de-a cincea ediție a evenimentului masculin s-a desfășurat între 13 și 19 iunie în cadrul ATP Challenger Tour 2022, în timp ce cea de-a doua ediție a evenimentului feminin va fi programată în perioada 26 septembrie – 2 octombrie în Turul WTA 2022.

## Campioni

### Simplu feminin
Pentru mai multe informații consultați Emilia-Romagna Open 2022 – Simplu feminin

### Dublu feminin
Pentru mai multe informații consultați Emilia-Romagna Open 2022 – Dublu feminin

## Puncte și premii în bani

### Puncte
| Probă          | C   | F   | SF  | QF | R16 | R32 | Q   | Q2  | Q1  |
| Simplu feminin | 280 | 180 | 110 | 60 | 30  | 1   | 18  | 12  | 1   |
| Dublu feminin  | 280 | 180 | 110 | 60 | 1   | N/A | N/A | N/A | N/A |